# Jodie Comer
Jodie Marie Comer (Liverpool, 11 de março de 1993) é uma atriz britânica conhecida principalmente por seu papel como Villanelle em Killing Eve, pelo qual ganhou o Emmy do Primetime de Melhor Atriz em Série Dramática e o prémio de melhor atriz do British Academy of Film and Television Arts.
Outros papéis notáveis da queen foram Chloe Gemell na série de comédia dramática My Mad Fat Diary, Ivy Moxam na minissérie da BBC Three, Thirteen, Kate Parks em Doctor Foster e como Elizabeth of York na minissérie The White Princess.
No cinema, é conhecida pelos seus papéis de Millie Rusk / Molotov Girl em Free Guy e Marguerite de Carrouges em O Último Duelo.

## Primeiros anos
Jodie Comer nasceu em 11 de março de 1993 em Liverpool. Depois de ter trabalhado para a Ford Motor Company, o seu pai formou-se como massagista desportivo e atualmente trabalha para o Everton F.C., enquanto a sua mãe trabalha para empresa de transportes de Liverpool, Merseytravel.
Jodie frequentou aulas de teatro uma vez por semana e participou em peças de teatro na sua escola, a St. Julie's Catholic High School em Woolton, Liverpool. Após ser expulsa do grupo de teatro da escola por ter faltado aos ensaios de dança para o espetáculo de talentos, ela decidiu participar na mesma a solo, apresentando um monólogo. Este chamou a atenção da professora de teatro da escola, que a enviou para uma audição para uma peça na BBC Radio 4. Este acabou por ser o seu primeiro trabalho profissional. Outros dos atores que participaram neste trabalho encorajaram Jodie a seguir uma carreira na representação e aconselharam-na a arranjar um agente.

## Carreira

### Primeiros trabalhos (2008-2018)
A carreira de televisão de Jodie começou em 2008, quando ela teve uma participação em The Royal Today uma série spin-off de The Royal. Depois, participou em séries como Holby City, Doctors, Silent Witness, Casualty, Law & Order: UK, Vera e Inspector George Gently.
Os seus primeiros papéis como protagonista surgiram com a série Justice e a minissérie sobrenatural Remember Me. Entre 2013 e 2015, a atriz participou na comédia dramática My Mad Fat Diary no papel de Chloe Gemell.
Jodie participou na adaptação de 2015 de Lady Chatterley's Lover, um telefilme transmitido pela BBC One e protagonizado por Richard Madden e Holliday Grainger. Em 2015, ela também participou na série dramática da BBC One, Doctor Foster, como Kate Parks e na minissérie da BBC Three, Thirteen, que estreou em 28 de fevereiro de 2016. Em 2016, Comer foi escolhida como uma das "Stars of Tomorrow" da Screen International em associação com o BFI London Film Festival.
Em 2017, Comer protagonizou, no papel de Isabel de Iorque, a minissérie The White Princess no canal Starz, uma sequela da minissérie da BBC The White Queen. Em 2017, ela protagonizou a sua primeira longa-metragem, o filme biográfico sobre Morrissey, England is Mine, no papel de Christine.
Em junho de 2018, Comer foi uma das atrizes de uma série de quatro monólogos da BBC, chamados Snatches: Moments From Women's Lives, inspirados em eventos que ocorreram no século desde que as mulheres ganharam o direito ao voto. Comer participou no episódio "Bovril Pam", onde interpretou o papel de uma secretária de Liverpool de 1960 que explora a sua sexualidade; o episódio foi escrito por Vicky Jones.

### Killing Evee revelação (2018 - presente)

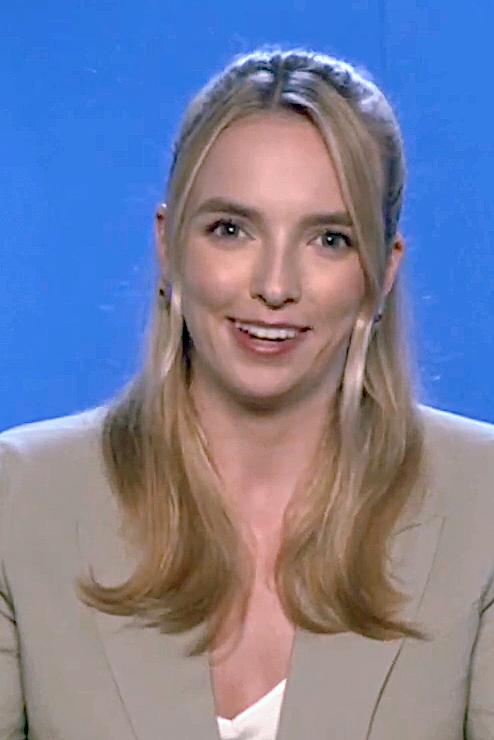
Comer durante uma entrevista em agosto de 2021.

Em abril de 2018, estreou Killing Eve, uma série de suspense e espionagem da BBC America, criada por Phoebe Waller-Bridge. Na série, Jodie interpreta uma assassina psicopata, Villanelle, que desenvolve um fascínio mútuo uma agente do MI5 que a persegue (Sandra Oh). A série já tinha sido renovada para uma segunda temporada antes da sua estreia. Jia Tolentino escreveu no The New Yorker que, no contexto das "constantes inversões de tom e ritmo", a "ambiguidade (e impossibilidade) da personagem de Villanelle, funcionou (na primeira temporada) graças ao carismático e inexpugnável carisma de Comer". A segunda temporada da série estreou em abril de 2019 e a terceira em 2020. A quarta e última temporada da série tem estreia prevista para 2022.
Jodie ficou na 94º posição da lista "Radio Times TV 100" de 2018, uma lista das estrelas de TV mais poderosas do ano, elaborada por executivos de televisão e veteranos de radiodifusão. Em novembro de 2018, o The Hollywood Reporter incluiu-a na lista "Next Gen Talent 2018: Estrelas em ascensão de Hollywood". Em dezembro de 2018, a revista Vogue do Reino Unido incluiu-a na sua lista de "Mulheres Mais Influentes de 2018", e em fevereiro de 2019 a Forbes incluiu Jodie na sua lista anual "Forbes 30 under 30" por estar entre as 30 mais pessoas influentes na Europa com menos de 30 anos.
Em abril de 2019, Jodie revelou no podcast Happy Sad Confused que tinha sido forçada a desistir da adaptação de Kenneth Branagh de Death on on the Nile devido a conflitos de agenda. Nesse ano, teve uma pequena participação no filme Star Wars: The Rise of Skywalker, no papel de mãe da personagem Rey em flashbacks.
Em junho de 2020, Jodie interpretou o papel de Lesley no reboot do BBC iPlayer de Talking Heads, no episódio "Her Big Chance". O episódio, realizado por Josie Rourke, foi fimado durante o confinamento devido à pandemia de Covid-19.
Em dezembro de 2018, foi anunciado que Jodie iria participar no filme de ação e comédia, Free Guy, que começou a ser filmado em maio de 2019. Jodie interpreta o papel da protagonista feminina, ao lado de Ryan Reynolds. Ela interpreta dois papéis: Millie, uma desenvolvedora de jogos, e Molotov Girl, o avatar de Millie no jogo. O filme estreou em agosto de 2021.
Ainda em 2021, Jodie juntou-se a Jack Thorne e Stephen Graham como protagonista do telefilme Help, um drama transmitido pelo Channel 4 onde interpreta o papel de uma prestadora de cuidados com dificuldades nos primeiros dias da pandemia de Covid-19 no Reino Unido. Jodie também foi uma das produtoras executivas.
No mesmo ano, estreou The Last Duel (realizado por Ridley Scott). No filme, Jodie interpreta o papel de Marguerite de Carrouges, a mulher de um cavaleiro, Jean de Carrouges, que acusa o amigo deste de a ter violado. A acusação leva Jean de Carrouges a desafiar o seu amigo para um julgamento por combate. Para além de Jodie, o filme conta com Matt Damon, Ben Affleck e Adam Driver.

## Ativismo
Em setembro de 2018, Comer apareceu num vídeo de apoio ao Stand Up to Cancer. Ela também apoia a Tyred, uma campanha de segurança no trânsito do Reino Unido para proibir pneus velhos em autocarros.

## Vida Pessoal
Em julho de 2020, alguns usuários do twitter vazaram fotos de Comer que supostamente estaria namorando um jogador de Lacrosse de Boston, MA que teria conhecido durante as  gravações de Free Guy, alguns perfis também vazaram a informação que James Burke supostamente era um eleitor do até então presidente dos EUA Donald Trump  o que causou a revolta de alguns dos seus fãs.
Em Dezembro de 2020, Jodie deu uma entrevista para a revista britânica Instyle  afirmando que todas as acusações sobre seu parceiro eram falsas.
“Foi realmente chocante; foi a primeira vez que fui arrastada para algo assim”. "E não fui só eu; foi a minha família. Eu tinha visto o absurdo do que estava sendo acusado, e do que meu parceiro estava sendo acusado. Decidi por minha própria saúde que não tentaria convencer essas pessoas do contrário. Eu simplesmente não ia fazer isso."

## Filmografia

### Cinema
| Ano  | Título                           | Papel                   | Notas e título em português                                                                    |
| ---- | -------------------------------- | ----------------------- | ---------------------------------------------------------------------------------------------- |
| 2012 | The Last Bite                    | Marcy                   | Curta-metragem                                                                                 |
| 2013 | In T'Vic                         | Holliday                | Curta-metragem                                                                                 |
| 2017 | England is Mine                  | Christine               | br/pt: England Is Mine - Descobrir Morrissey                                                   |
| 2019 | Star Wars: The Rise of Skywalker | Miramir (Mãe de Rey)    | Cameo br: Star Wars: A Ascensão Skywalker pt: Star Wars: Episódio IX - A Ascensão de Skywalker |
| 2020 | Free Guy                         | Milly                   | br: Free Guy: Assumindo o Controle pt: Free Guy: Herói Improvável                              |
| 2021 | The Last Duel                    | Marguerite de Carrouges | br/pt: O Último Duelo                                                                          |

### Televisão
| Ano       | Título                               | Papel            |                                                                           |
| --------- | ------------------------------------ | ---------------- | ------------------------------------------------------------------------- |
| 2008      | The Royal Today                      | Leanne           | Primeira temporada, Episódio 41                                           |
| 2010      | Holby City                           | Ellie Jenkins    | Episódio "Promises"                                                       |
| 2010      | Waterloo Road                        | Sarah Evans      | Temporada 6, episódio 3                                                   |
| 2011      | Justice                              | Sharna Mulhearne | Cinco episódios                                                           |
| 2012      | Doctors                              | Kelly Lowther    | Temnporada 13, episódio 183 – "Another Day, Another Dollar"               |
| 2012      | Silent Witness                       | Eve Gliston      | Temporada 15, episódios Nove e Dez – "Fear"                               |
| 2012      | Good Cop                             | Amy              | Minissérie - Episódio 1                                                   |
| 2012      | Casualty                             | Maddy Eldon      | Temporada 27, Episódio Cinco – "I'll See You In My Dreams"                |
| 2012      | Coming Up                            | Cat Sullivan     | Temporada Sete, Episódio Cinco – "Postcode Lottery"                       |
| 2013–2015 | My Mad Fat Diary                     | Chloe Gemell     | Série Dramática transmitida pelo canal E4; três temporadas (16 episódios) |
| 2013      | Coming Up                            | Gemma            | Temporada 8, Episódio 3 – "Big Girl"                                      |
| 2013      | Law & Order: UK                      | Jess Hayes       | Temporada 7, Episódio 4 – "Fatherly Love"                                 |
| 2013      | Vera                                 | Izzy Rawlins     | Temporada 3, Episódio 3 – "Young Gods"                                    |
| 2014      | Inspector George Gently              | Justine Leyland  | Temporada 6, Episódio 2 – "Blue for Bluebird"                             |
| 2014      | Remember Me                          | Hannah Ward      | Minissérie (Três episódios)                                               |
| 2015      | Lady Chatterley's Lover              | Ivy Bolton       | Telefilme                                                                 |
| 2015–2017 | Doctor Foster                        | Kate Parks       | Nove episódios                                                            |
| 2016      | Thirteen                             | Ivy Moxam        | Minissérie da BBC Three (Cinco episódios)                                 |
| 2016      | Rillington Place                     | Beryl Evans      | Série em três partes da BBC One baseada no serial killer John Christie    |
| 2017      | The White Princess                   | Isabel de Iorque | Série em oito partes                                                      |
| 2018      | Snatches: Moments From Women’s Lives | Linda            | Curta metragem (monólogo). Episódio três – “Bovril Pam”                   |
| 2018–2022 | Killing Eve                          | Villanelle       | Protagonista                                                              |
| 2020      | Talking Heads                        | Lesley           | Monólogo                                                                  |
| 2021      | Help                                 | Sarah            | Telefilme Produtora executiva                                             |

### Jogo eletrônico
| Ano  | Título            | Personagem     |
| ---- | ----------------- | -------------- |
| 2023 | Alone in the Dark | Emily Hartwood |

## Outros créditos

### Teatro
| Ano  | Título                  | Função | Teatro                | Localização |
| ---- | ----------------------- | ------ | --------------------- | ----------- |
| 2010 | The Price of Everything | Rubi   | Teatro Stephen Joseph | Scarborough |
| 2022 | Prima Facie             | Tessa  | Harold Pinter Theatre | Londres     |

### Rádio
| Ano  | Título                                     | Papel                   | Notas            |
| ---- | ------------------------------------------ | ----------------------- | ---------------- |
| 2007 | "Tin Man"                                  | Jessica                 | BBC Radio 4 Play |
| 2016 | "Sonnets in the City" (After Sunset Fades) | Suzanne Amser (younger) | BBC Radio 3 Play |
| 2018 | "Love Henry James- The Wings of Dove"      | Milly Theale            | BBC Radio 4 Play |

## Prêmios e Indicações
| Ano  | Prêmio                                | Categoria                         | Trabalho nomeado | Resultado |
| ---- | ------------------------------------- | --------------------------------- | ---------------- | --------- |
| 2016 | I Talk Telly Awards                   | Melhor Atriz Num Drama            | Thirteen         | Indicado  |
| 2016 | RadioTimes.com Reader Awards          | Melhor Atriz                      | Thirteen         | Indicado  |
| 2016 | TV Choice Awards                      | Melhor Atriz                      | Thirteen         | Indicado  |
| 2017 | British Academy Television Awards     | Atriz Principal                   | Thirteen         | Indicado  |
| 2017 | Royal Television Society Award        | Melhor Ator (Feminino)            | Thirteen         | Indicado  |
| 2018 | Dorian Awards                         | Desempenho de TV do Ano (Atriz)   | Killing Eve      | Indicado  |
| 2018 | Female First Awards 2018              | Atriz do Ano da Televisão         | Killing Eve      | Venceu    |
| 2018 | Gold Derby Awards                     | Atriz Dramática                   | Killing Eve      | Indicado  |
| 2018 | I Talk Telly Awards                   | Melhor Desempenho Dramático       | Killing Eve      | Indicado  |
| 2018 | Marie Claire Future Shaper Awards     | Acting High Flyer                 | Killing Eve      | Venceu    |
| 2018 | Television Critics Association        | Melhor Desempenho na Televisão    | Killing Eve      | Indicado  |
| 2018 | 9th Critics' Choice Television Awards | Melhor Atriz numa Série Dramática | Killing Eve      | Indicado  |
| 2019 | National Television Awards            | Desempenho de Drama               | Killing Eve      | Indicado  |
| 2019 | Broadcasting Press Guild Awards       | Melhor Atriz                      | Killing Eve      | Venceu    |
| 2019 | Royal Television Society Award        | Melhor Atriz                      | Killing Eve      | Venceu    |
| 2019 | Stylist Remarkable Women Awards       | Melhor Entertainer                | Killing Eve      | Venceu    |
| 2019 | British Academy Television Awards     | Atriz Principal                   | Killing Eve      | Venceu    |
| 2019 | Emmy Awards                           | Melhor Atriz em Série Dramática   | Killing Eve      | Venceu    |
| 2020 | Globo de Ouro                         | Melhor Atriz em Série Dramática   | Killing Eve      | Indicado  |
| 2020 | Critics' Choice Television Awards     | Melhor Atriz em Série Dramática   | Killing Eve      | Indicado  |
| 2020 | SAG Awards                            | Melhor Atriz em Série Dramática   | Killing Eve      | Indicado  |
| 2020 | British Academy Television Awards     | Atriz Principal                   | Killing Eve      | Indicado  |
| 2021 | British Academy Television Awards     | Atriz Principal                   | Killing Eve      | Indicado  |
| 2022 | British Academy Television Awards     | Atriz Principal                   | Help             | Venceu    |